# Ducrosia anethifolia
Ducrosia anethifolia är en flockblommig växtart som först beskrevs av Dc., och fick sitt nu gällande namn av Pierre Edmond Boissier. Ducrosia anethifolia ingår i släktet Ducrosia och familjen flockblommiga växter. Inga underarter finns listade i Catalogue of Life.